# هايدي جنسن
هايدي جنسن (بالدنماركية: Heidi K. Jensen)‏ هي منافسة ألعاب القوى دنماركية، ولدت في 14 أغسطس 1966.

## وصلات خارجية
- هايدي جنسن على موقع الاتحاد الدولي لألعاب القوى (الإنجليزية)